# 大尼德斯海姆
大尼德斯海姆是德国莱茵兰-普法尔茨州的一个市镇。总面积3.78平方公里，总人口1362人，其中男性695人，女性667人（2011年12月31日），人口密度360人/平方公里。